# Кошице
Кошице (на словашки: Košice; на унгарски: Kassa – Каша) е град в Източна Словакия, център на Кошицки край. Разположен е на река Хорнад, близо до границата с Унгария.
Градът е втори по големина в страната с население около 229 040 (2021 г.). Важен търговски и индустриален център на страната. Тук се намира вторият по големина словашки университет, както и Източнословашкият музей.

## История
За първи път се споменава през 1230 г. От 14 век става втори по значение град на Словакия, която тогава е в състава на Унгарското кралство. През 17 – 18 век е център на въстания против Хабсбургите и своеобразна столица на ръководителя на въстанието Ференц II Ракоши.
Тук е провъзгласена Словашката съветска република (1919), просъществувала кратко. През 1938 – 1944 г. градът е присъединен към Унгария.

## Личности
- Дюла Андраши, основоположник на съвременна Унгария
- Ференц Салаши, унгарски политик
- Мартина Хингис, (р. 1980) швейцарска тенисистка

## Галерия
- Изглед от Hlavná ulica (Главна улица) с катедралата „Света Елисавета“ с Държавния театър на Кошице (сградата в центъра)
- Дворецът на Якаб
- Църква „Св. Михал“
- Дворецът на Андраши

## Партньорски градове
Кошице има няколко партньорски града около света:
| - Будапеща, Унгария, от 1997 - Бурса, Турция, от 2000 - Верона, Италия, от 1992 - Високе Татри, Словакия, от 2006 - Вупертал, Германия, от 1980 - Котбус, Германия, от 1992 - Мишколц, Унгария, от 1997 | - Ниш, Сърбия, от 2001 - Острава, Чехия, от 2001 - Пловдив, България, от 2000 - Раахе, Финландия, от 1987 - Ръжешов, Полша, от 1991 - Санкт Петербург, Русия, от 1995 - Ужгород, Украйна, от 1993 |